# Komuna e Qendërit
Komuna e Qendërit är en kommun i Albanien.   Den ligger i prefekturen Qarku i Shkodrës, i den norra delen av landet, 100 km norr om huvudstaden Tirana.
Trakten runt Komuna e Qendërit består till största delen av jordbruksmark.  Runt Komuna e Qendërit är det ganska tätbefolkat, med 96 invånare per kvadratkilometer.